# Програм Бион
Програм Бион (још назван и Биокосмос) је серија совјетских и касније руских вјештачких сателита лансираних у оквиру програма Космос. 
У њима су током орбитирања око планете Земље, вршени разни биолошки експерименти и посматрања живих бића. Неки од сателита су вршили експерименте конципиране у више земаља у оквиру међународне сарадње.

## Листа мисија
- Бион-1
- Бион-2
- Бион-3
- Бион-4
- Бион-5
- Бион-6
- Бион-7
- Бион-8
- Бион-9
- Бион-10
- Бион-11